# Браш Форк (Западна Вирџинија)
Браш Форк (енгл. Brush Fork) насељено је место без административног статуса у америчкој савезној држави Западна Вирџинија.

## Демографија
По попису из 2010. године број становника је 1.197.
| Група             | 2000.    | 2010.         |
| Белци             | 0 (0,0%) | 1.127 (94,2%) |
| Афроамериканци    | 0 (0,0%) | 37 (3,1%)     |
| Азијати           | 0 (0,0%) | 7 (0,6%)      |
| Хиспаноамериканци | 0 (0,0%) | 12 (1,0%)     |
| Укупно            | 0        | 1.197         |